# Ramona Diermann
Ramona Diermann (* 30. Dezember 1969 in Riga, als Ramona Grinvalde) ist eine ehemalige lettische Volleyballspielerin und Junioren-Europameisterin 1988 in der Auswahl der Sowjetunion.

## Volleyball-Karriere
Diermann spielte in ihrer Heimat bei Aurora Riga von 1987 bis 1990 unter den Namen Grinvalde und später Jacobsone. Mit der sowjetischen Juniorinnen-Nationalmannschaft gewann sie 1988 im italienischen Bormio die Junioren-Europameisterschaft. 1991 wurde sie als erste ausländische Spielerin beim schwedischen KFUM Örebro Volley als Profispielerin verpflichtet. Hier spielte sie bis 1994 und wurde mit ihrem Team 1992 und 1993 schwedische Vizemeisterin. Nach einer Auszeit setzte sie ihre Karriere in der Saison 1996/97 in Kolbäck fort und wurde auch hier mit ihrem Team Vizemeisterin. In der Saison 1997/98 kehrte sie unter dem Namen Ramona Lukins zu ihrem früheren Verein zurück und gewann mit diesem dreimal die schwedische Meisterschaft. Sie wurde 1992, 1994, 1996 und 1998 zur Volleyballspielerin des Jahres gekürt.

## Privates
Nach der Geburt ihres Sohnes studierte Diermann in Schweden Pflegewissenschaften (Universität Örebro) und die Notfall- und Operationskrankenpflege (Universität Karlstad). Seit 2011 lebt sie in Deutschland und arbeitet seit 2015 als Personal-Trainerin in Berlin. Im April 2024 legte sie ihre Heilpraktikerprüfung ab und arbeitet präventiv bei ihren Klienten gegen Funktionseinbußen und körperliche Defizite und therapiert vornehmlich chronische Abbauprozesse des Bewegungsapparates durch individuelles Körpertraining und Osteopathie.